# میکانیکس تاون (ویرجینیای غربی)
میکانیکس تاون (به انگلیسی: Mechanicstown) یک منطقهٔ مسکونی در ایالات متحده آمریکا است که در شهرستان جفرسون، ویرجینیای غربی واقع شده‌است.